# Dig It
A Dig It az angol rockzenekar, a The Beatles dala az 1970-es Let It Be című albumáról. A dal Lennon/McCartney/Harrison/Starkey szerzemény, és egyik azon kevés dalok közül, amelyek az összes Beatles-tag neve szerepel. Ez a dal és a 39 másodperces Maggie Mae megjelenik a Let It Be albumon, de kihagyták őket a Let It Be... Naked albumról, amelyek helyére a Don't Let Me Down került. Glyn Johns 1969 májusi verziója (amikor még a Get Back munkacímet viselte az album) tartalmazott egy négyperces részletet a dalból, de ezt később a végső változaton lerövidítették.

## Rögzítés
Számos verziót rögzítettek a Get Back/Let It Be ülések során, 1969. január 24-én, 26-án, 27-én, 28-án és 29-én az Apple Studio székházában. Az album 51 másodperces verziója a január 26-i verzióból vett megcsonkítva, ami egy 15 perces jammelés része volt, és ami egy laza Like a Rolling Stone jamből fejlődött ki. A jam ülés 4 perc 30 másodperces részlete felbukkan a Let It Be című dokumentumfilmben. Az ülés résztvevői voltak: John Lennon (aki énekelt és egy 6 húros basszusgitáron játszott), George Harrison (gitározott), Paul McCartney (zongorázott), Ringo Starr (dobolt), George Martin (maracason játszott) és Billy Preston (orgonál) voltak.Ezenkívül Linda Eastman (McCartney későbbi felesége) és hatéves lánya, Heather is részt vett a jammelésben, de ez a hivatalosan kiadott verzióban nem hallottó.
A jam korai részében Lennon énekli a fő szöveget Harrison közbeszólásaival. Heather szótlan énekhangot ad hozzá, amely a 2021-es The Beatles: Get Back minisorozatban látható, hogy Yoko Onót utánozza. Az előadás végéhez közeledve Lennon arra buzdítja a többieket, hogy folytassák. McCartney bariton háttéréneket ad hozzá a "dig it up, dig it, dig it up" variációkhoz, Lennon pedig elkezdi ismételni a "Like a rolling stone" sort, majd szabad asszociációs módon megemlíti az FBI-t, "a CIA-t, a BBC-t, B.B. King, Doris Day és Matt Busby nevét.
A Let It Be albumon megjelent változatban elhalványul Lennon második "Like a rolling stone"-ja, és hamisított beszédével zárul, amelyben azt mondja: "That was 'Can You Dig It?' by Georgie Wood, and now we'd like to do 'Hark, the Angels Come'". Ennek a sornak a második mondata ki lett vágva a Let It Be című film jam jelenetéből. (Wee Georgie Wood egy 145 cm magas zenetermi előadó és gyereksztár volt.) A közbeszólás valójában egy 24-én felvett, rögtönzött jamből származik. A korábbi jam sokkal másabb volt, amit azt a Beatles kalózkiadványok-kutatói, Doug Sulpy és Ray Schwighardt szerint "úgy hangzik, mintha keresztezték volna a hagyományos Sailor's Hornpipe népdalt Neal Hefti a Batman sorozathoz írt főcímdalával és lassítva játszanák le egy elektromos slide gitáron". Egy részlet ebből a jamből (Can You Dig It? címmel) hallható a Let It Be... Naked Fly on the Wall bónuszlemezén.

## Közreműködött
Ian Macdonald szerint:
- John Lennon – ének, 6 húros basszusgitár – Fender Bass VI
- Paul McCartney – ének a teljes változatban, zongora
- George Harrison – ének a teljes változatban, szólógitár – Fender Telecaster
- Ringo Starr – dob
- Billy Preston – Hammond-orgona
- George Martin – maracas
- Heather McCartney – ének a teljes változatban

## Fordítás
Ez a szócikk részben vagy egészben  a   Dig It (Beatles song) című angol Wikipédia-szócikk fordításán alapul.  Az eredeti cikk szerkesztőit annak laptörténete sorolja fel. Ez a jelzés csupán a megfogalmazás eredetét és a szerzői jogokat jelzi, nem szolgál a cikkben szereplő információk forrásmegjelöléseként.

## Forrás
- Bánosi György – Tihanyi Ernő: Beatles zenei kalauz. Az együttzenélés és a szólóévek. 1958–1999. Budapest: Anno Kiadó, 1999. ISBN 963-853-895-3
- Ian Macdonald: A fejek forradalma. A Beatles és a hatvanas évek. (ford. Révbíró Tibor) Budapest: Helikon Kiadó, 2015. ISBN 978-963-227-468-3

## Külső hivatkozás
Allan W. Pollack megjegyzései a Dig It dalhoz